# Pinus tropicalis
Pinus tropicalis ist eine Pflanzenart aus der Gattung der Kiefern (Pinus) innerhalb der Familie der Kieferngewächse (Pinaceae). Das Verbreitungsgebiet liegt im Westen Kubas und auf der kubanischen Insel Isla de la Juventud. Dort wächst sie im Tiefland in Höhenlagen bis zu 300 Metern. Sie ist nicht gefährdet und wird wegen ihres Holzes forstwirtschaftlich genutzt.

## Beschreibung

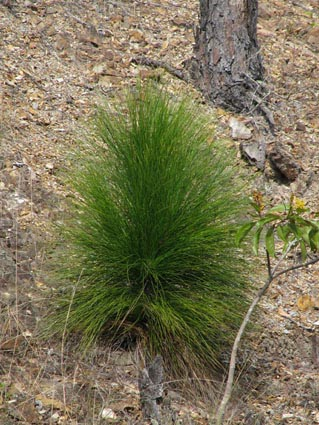
Junges Exemplar im späten Grasstadium, Kuba

### Habitus
Pinus tropicalis wächst als immergrüner Baum und erreicht Wuchshöhen von bis zu 30 Metern mit Stammdurchmessern von bis zu 1,8 Metern. Der Stamm ist aufrecht und geradschaftig. Die Borke ist dick, rau, schuppig, rötlich- braun und unter Witterungseinfluss grau; sie zerbricht in unregelmäßig geformte Platten, die im unteren Stammbereich durch tiefe, longitudinale Risse getrennt sind. Die Äste sind aufsteigend oder ausgebreitet und bilden eine unregelmäßige, offene Baumkrone. Die relativ dicken Zweige besitzen eine sehr raue, im ersten und zweiten Jahr glänzend orange-braune und später graue Rinde.
Sämlinge zeigen anfangs ein vermindertes Höhenwachstum verbunden mit einem starken Wachstum der Wurzeln, was ihnen ein grasähnliches Aussehen verleiht („grass stage“) und eine Anpassung an die häufigen Brände darstellt.

### Knospen und Nadeln
Die Niederblätter sind pfriemlich, zurückgebogen, schuppenförmig und braun. Die Blattknospen sind eiförmig-länglich mit spitzem oberen Ende und haben zurückgebogene Knospenschuppen. Die Endknospen sind 15 bis 25 Millimeter lang, Seitenknospen sind kürzer und nicht harzig. Die Nadeln wachsen zu zweit oder seltener zu dritt in anfangs etwa 20 Millimeter langen, bleibenden Nadelscheiden, die sich später auf 10 Millimeter verkürzen. Die Nadeln bleiben zwei Jahre am Baum, sie sind sehr einheitlich, gerade und steif, manchmal 15 meist 20 bis 30 Millimeter lang und 1,5 Millimeter dick, gesägt, spitz, hell-grün oder gelblich-grün. Auf allen Nadelseiten befinden sich sechs bis acht Spaltöffnungsstreifen. Je Nadel werden zwei bis neun Harzkanäle gebildet.

### Zapfen und Samen
Die Pollenzapfen sind bei einer Länge von 2 bis 3 Zentimetern sowie einem Durchmessern von etwa 5 Millimetern länglich-eiförmig bis zylindrisch. Sie sind anfangs rosafarben und werden später gelblich und danach braun.
Die Samenzapfen stehen einzeln, paarweise oder in Wirteln von bis zu sechs nahe den Enden von Zweigen auf kurzen und dicken Stielen; sie stehen aufrecht oder etwas geneigt. Junge Zapfen sind purpur-rot, etwa 10 Millimeter lang mit Durchmessern von 5 bis 7 Millimetern. Die Zapfen reifen innerhalb zweier Jahre. Ausgereifte Zapfen sind geschlossen schmal-eiförmig bis verschmälert-eiförmig, geöffnet bei einer Länge von 5 bis 8 Zentimetern sowie einem Durchmesser von 4 bis 5,5 Zentimetern eiförmig mit abgeflachter Basis. Die Zapfen bleiben mehrere Jahre am Baum und fallen mit dem Stiel ab. Die 100 bis 120 dunkel-braunen Samenschuppen sind länglich, gerade oder stark zurückgebogen. Die Apophyse ist flach oder leicht erhöht, quer gekielt, rhombisch bis fünfeckig, radial gestreift und hell- bis rötlich-braun.

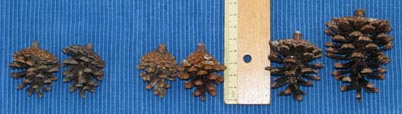
Zapfen von Pinus tropicalis (3 Herkünfte)

Die hell-graubraunen Samen sind bei einer Länge von etwa 5 Millimetern sowie bei einem Durchmesser von etwa 4 Millimetern deutlich eiförmig und etwas abgeflacht. Der Samenflügel ist 12 bis 15 Millimeter lang, 5 bis 6 Millimeter breit, gelblich mit einer schwarzen oder grauen Tönung.

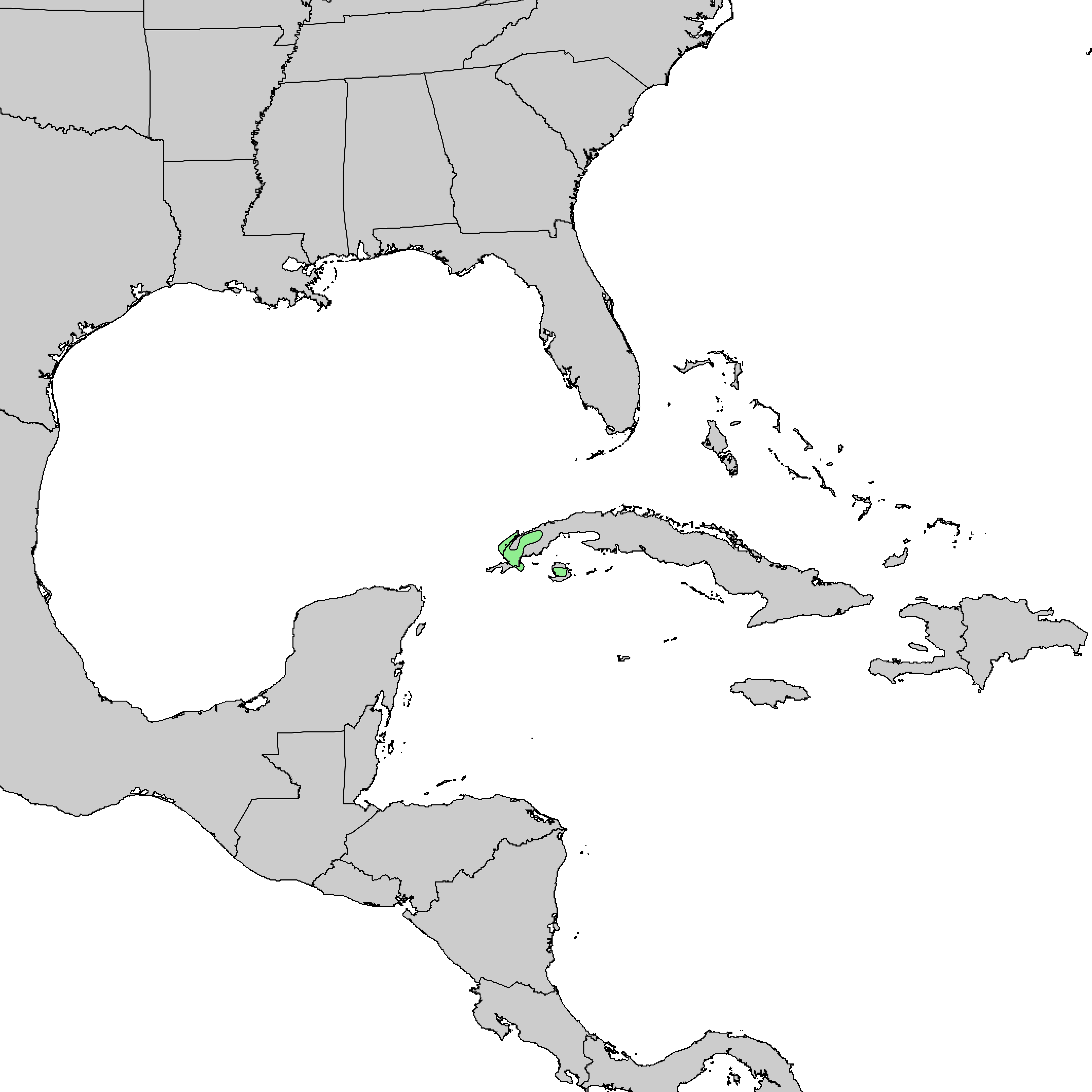
Natürliches Verbreitungsgebiet

## Verbreitung, Standortansprüche und Gefährdung
Das natürliche Verbreitungsgebiet von Pinus tropicalis liegt in der Provinz Pinar del Río im westlichen Kuba und auf der kubanischen Isla de la Juventud.
Sie wächst im Tiefland in den Küstenebenen und auf den anliegenden Gebirgsausläufern in Höhenlagen von 1 bis 150 manchmal bis 300 Metern auf nährstoffarmen, sandigen oder kiesigen, gut durchlässigen jungen Schwemmböden. Das Klima ist tropisch, mit einer durchschnittlichen jährlichen Niederschlagsmenge von etwa 1200 Millimetern und langen Trockenperioden. Man findet sie teilweise zusammen mit Pinus caribaea var. caribaea, die aber auch in größeren Höhenlagen vorkommt. Pinus tropicalis wächst häufig in grasdominierten Savannen mit häufigem Feuer. In dieser Umgebung hat sie gegenüber Pinus caribaea den Vorteil, feuerresistentere Sämlinge zu bilden, wodurch sie auch häufig die einzige Kiefernart in solchen Lebensräumen darstellt.
In der Roten Liste der IUCN wird Pinus tropicalis 1999 als „nicht gefährdet“ („Lower Risk/least concern“) geführt. Es wird jedoch darauf hingewiesen, dass eine Neubeurteilung ausständig ist.

## Systematik
Die Erstbeschreibung von Pinus tropicalis erfolgte 1851 durch Pierre Marie Arthur Morelet in Revue Horticole de la Cote-d’Or, Band 1, S. 106. Doch ging das für die Erstbeschreibung verwendete Material verloren, Aljos Farjon und Brian Styles bestimmten daher 1997 Material aus einer Sammlung durch Nathaniel Lord Britton von 1916 als Neotypus. Diese Art wurde 1903 durch Shaw ein weiteres Mal als Art mit dem Namen Pinus terthrocarpa (Synonym) ein weiteres Mal beschrieben, wobei er die 1866 von August Grisebach als Pinus cubensis var. terthrocarpa beschriebene Varietät auf Artstatus hob.
Das Artepitheton tropicalis verweist auf das tropische Verbreitungsgebiet dieser Art.
Die Art Pinus tropicalis gehört zur Untersektion Pinus aus der Sektion Pinus in der Untergattung Pinus innerhalb der Gattung Pinus.

## Verwendung
Pinus tropicalis ist auf Kuba ein wichtiger Holzlieferant, das in lokalen Sägewerken weiterverarbeitet wird. Das Holz ist schwer und haltbar aber auch harzig. Trotz der starken Nutzung ist sie noch weit verbreitet und die Bestände können sich zumindest abseits von Weideland gut regenerieren. Sie wird in Kuba und in einem geringeren Maße auch außerhalb Kubas, so in der chinesischen Provinz Guangdong, forstwirtschaftlich kultiviert.